# Гвендолін Джойс Льюїс
Гвендолін Джойс Льюїс (англ. Gwendoline Joyce Lewis; 1909 — 1967 — південноафриканська вчена-ботанік.

## Біографія
Гвендолін Джойс Льюїс навчалася в університеті Кейптауна та закінчила його зі ступенем доктора філософії. Вона брала активну участь в описі та класифікації видів родини Iridaceae, була досвідченим колекціонером і додала до гербарію понад 8000 зразків рослин.
Протягом 2 років Льюїс працювала ботаніком у гербарії Кейптаунського університету, а згодом була призначена куратором гербарію Південноафриканського музею. У 1956 році цей гербарій та його співробітники переїхали до Національного ботанічного саду Кірстенбоша, Льюїс була призначена науковим співробітником Національного ботанічного саду. Гвендолін Джойс Льюїс була членом Королівського товариства Південної Африки. 
Померла 11 квітня 1967 року у Кейптауні.
На її честь назвали такі рослини: Babiana lewisiae B.Nord., Geissorhiza lewisiae Forester; Muraltia lewisiae Levyns; Psilocaulon lewisiae Lbol and Thamnochortus lewisiae Pillans.

## Окремі публікації
- Gwendoline J. Lewis, A. Amalia Obermeyer, T. T. Barnard (1972). Gladiolus: A Revision of the South African Species. Purnell. 316 pp. colour illustrations by Gwendoline Joyce Lewis. (published posthumously)
- Gwendoline J. Lewis. 1954. Some Aspects of the Morphology, Phylogeny and Taxonomy of the South African Iridaceae. Volume 40, Splits 2 of Annals. Edition reimpresa of Ann. of the South African Museum, 99 pp.